# Castell de Font-rubí
El castell de Font-rubí és un castell molt enrunat, si bé encara queden uns panys de paret i una torre rodona que corre perill de desaparèixer, si no s'actua a temps per conservar aquest patrimoni casteller. Des de la zona superior del turó s'endevina el que fou el clos del castell, arrenglerat a la cinglera.

## Ubicació
El castell de Font-rubí està situat en un turó del Castellot que es desprèn de la serra del Bolet i a una altitud de 759 metres, en una situació privilegiada per la gran panoràmica que hi ha de tota la plana del Penedès, fet que explica el seu valor estratègic.
La serra del Bolet esdevé un contrafort de la serra d'Ancosa, una de les principals serralades que conformen la Serralada Prelitoral, i en ella s'edificaren els diversos castells defensius que formaren la marca castellera penedesenca a finals del segle x. D'entre els cal destacar els propers de Pontons, Torrelles de Foix, Sarroca i Mediona.

## Història del conjunt
Els primers documents coneguts que parlen d'aquest castell daten del 983 amb el nom de Fonte Rubea. Tres anys després el rei franc Lotari I de França, en confirmar les possessions del monestir de Sant Cugat del Vallès, al·ludí a l'alou que Ansulf donà al monestir dins el terme de castro Fonterubeo. Posteriorment, sota el nom de Fontem Rubii apareix en documents que fan referència a la repoblació feta en terrenys de Santa Oliva (1041).
Entre el 1078 i el 1082, Ramon Berenguer II convingué amb Bernat Guillem de Queralt encomanar a Rainardus el Castello de Fontea Rubea, fet que confirma que el castell depenia del comte barceloní i no del monestir de Sant Cugat. El 1121 Berenguer de Queralt jurà fidelitat a Ramon Berenguer III pel castell de Fonte Rubia.

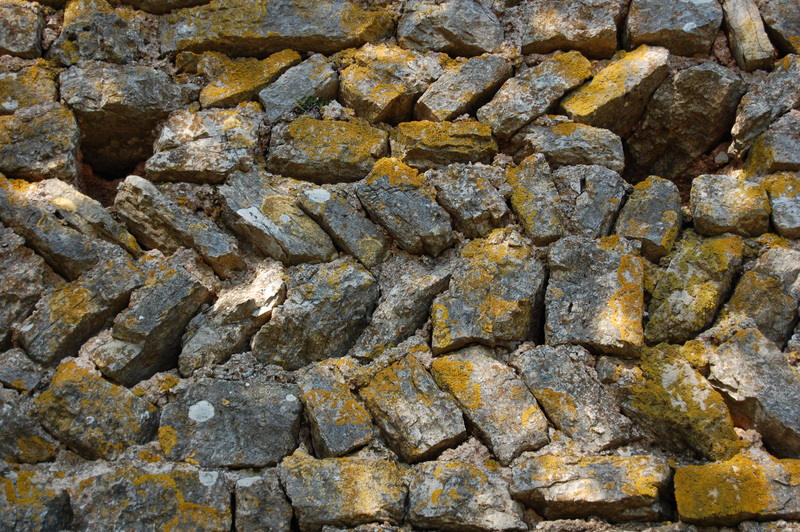
Detall de l'aparell en opus spicatum al Castell de Font-Rubí

El castell pertangué a Guillem de Bell-lloc (1172), i Arbert de Mediona el comprà l'any 1303. El 1358, Alamanda, vídua de Ferrer de Vilafranca. satisfeia una contribució pels 106 focs que hi havia al terme del Castri Fontrubia. Aleshores constava que era un castell reial. El rei Joan el Sense Fe va vendre aquest castell el 17 de març de 1391, amb els seus termes, a Pere de Febrer. Les notícies sobre aquest castell acaben pràcticament en aquest segle xiv, si bé vers l'any 1600 consta que el posseïa don Miguel Torrelles y Doña Codma. La darrera notícia del castell data del 1847 quan Madoz, en el seu Diccionario, descriu Font-rubí fent referència a la residència d'una junta carlista (1838 al 1840) en la casa anomenada Fàbraga damunt la qual comenta l'existència d'un castell en runes «del tiempo de los árabes y fortificado por los franceses en la guerra de la Independencia».
El castell més enllà de jugar el paper de simples fortificacions defensives, esdevenien els punts de cobrament de les rendes que els pagesos, en forma de vi, havien de pagar.

## Arquitectura
Hi ha una torre al cim, restes d'un recinte força gran cap al sud, més avall un nou recinte i al sud-oest d'aquest, restes d'un edifici que pot correspondre a l'antiga església del castell. Construída sobre la roca, la torre és rectangular amb caires rodons. Fa a l'interior 3,5 x 3 m; el gruix dels murs és de 290 cm i l'alçada que es conserva és d'uns 4 m L'aparell és fet de carreus de 25 x 45 a l'exterior i més petits i variats a l'interior on arriben a dibuixar un «opus spicatum». La torre ens mostra la transició entre torres rectangulars i circulars i fou construïda el segle x. Les restes de muralles i recintes del sud i més avall foren construïdes amb la torre, és a dir, cap a l'any 1000 i la suposada església és un xic posterior.